# پوجیو رناتیکو
پوجیو رناتیکو (به ایتالیایی: Poggio Renatico) یک کومونه در ایتالیا است که در استان فرارا واقع شده‌است.

## خصوصیات
پوجیو رناتیکو ۷۹٫۸ کیلومترمربع مساحت و ۹٬۰۸۷ نفر جمعیت دارد و ۱۰ متر بالاتر از سطح دریا واقع شده‌است.